# Dead Heat (2002)
Dead Heat é um filme de comédia dramática coproduzido pelo Canadá e Alemanha e lançado em 2002.